# Rathaus Niederhäslich

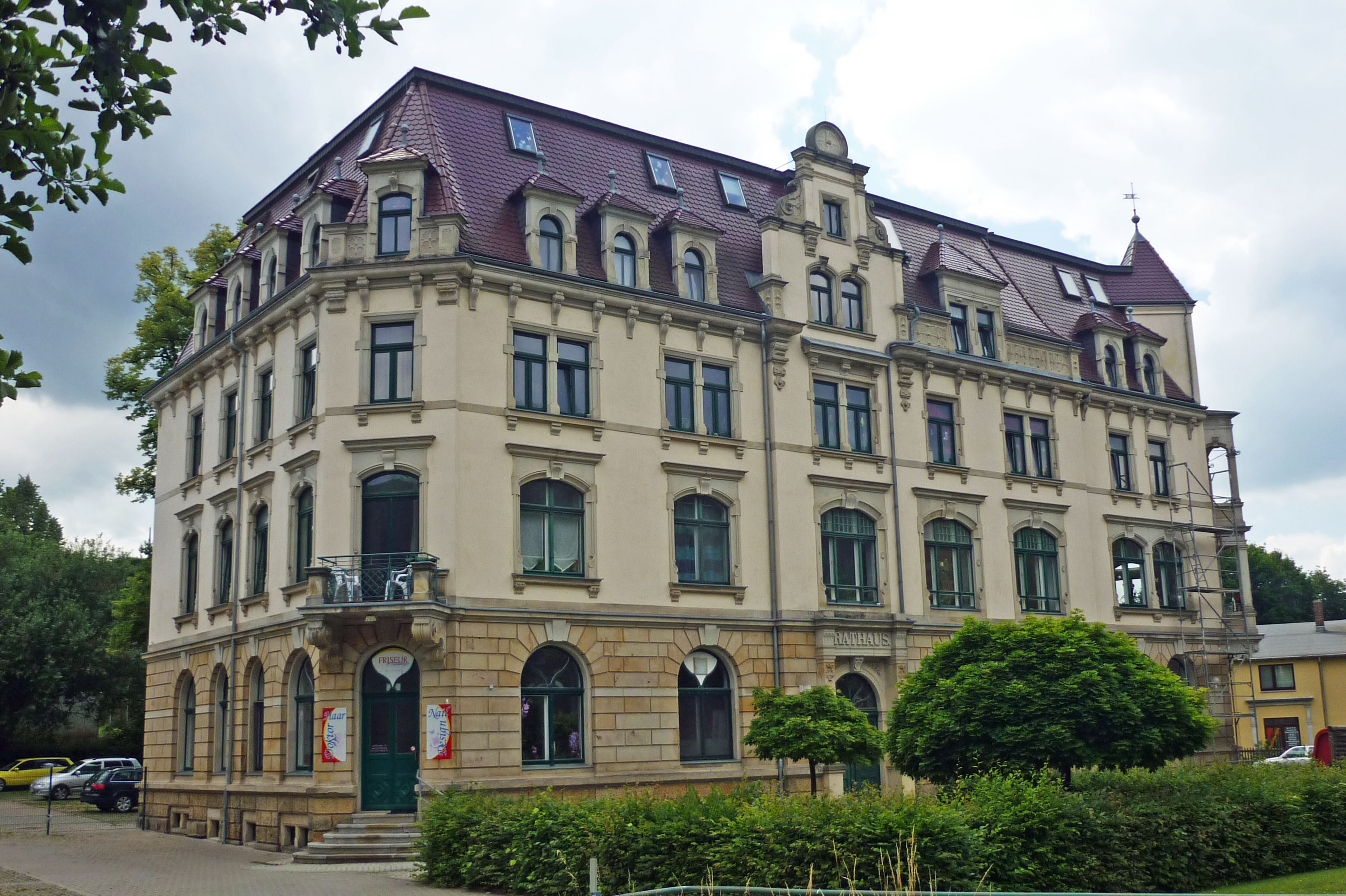
Ansicht von der Poisentalstraße, 2014

Das ehemalige Rathaus Niederhäslich ist ein denkmalgeschütztes Gebäude im Freitaler Stadtteil Niederhäslich. Es befindet sich an der Poisentalstraße 75 (Ecke Rudeltstraße) und wird heute ausschließlich für Wohnen und Gewerbe genutzt.
Das Gebäude wurde in den Jahren 1900 und 1901 als Rathaus für die damals selbständige Gemeinde Niederhäslich gebaut. Es hat einen Grundriss von ca. 30 × 15 Metern und fünf Geschosse, davon zwei Dachgeschosse. Die Front zur Poisentalstraße hin besteht aus sieben Fensterachsen. Dort befindet sich auch der Haupteingang des Gebäudes. Gestalterisch weist das Rathaus späthistoristische Renaissanceformen auf. Die Ecke an der Kreuzung wird mit einem Türmchen betont. An der Seite zur Rudeltstraße befindet sich der Eingang zum früheren Ratskeller.
Nach seiner Eröffnung waren neben der Gemeindeverwaltung und dem Ratskeller auch bereits Wohnungen im Gebäude untergebracht. Durch die Eingemeindung Niederhäslichs nach Deuben im Jahr 1915 verlor es seine ursprüngliche Bestimmung. Durch die Gründung Freitals 1921 ging es in das Eigentum der Stadt über und war ab 1946 auch Standort eines Kindergartens sowie einer Arztpraxis. Die Stadt verkaufte das ehemalige Rathaus 1996, der neue Eigentümer ließ es sanieren und für die heutigen Nutzungen umbauen.
Aufgrund seiner bau- und ortshistorischen Bedeutung wurde es vom Landesamt für Denkmalpflege Sachsen als Kulturdenkmal eingestuft und ist damit eines der Kulturdenkmale in Niederhäslich.